# Dara (Szlovákia)
Dara egykori kisközség, a Felvidéken, Szlovákiában, a lengyel határ közelében.

## Leírása
A 18. század végén Vályi András így ír róla: „DARA. Dare. Elegyes lakosú falu Zemplén Vármegyében, földes Ura Révesz Uraság, lakosai katolikusok, fekszik Haszinának szomszédságában, mellynek filiája, a’ Homonnai járásban; határja soványas, tulajdonságaira nézve lásd Pichnyét, mellyhez hasonló, nevezetes fogyatkozásaihoz képest, harmadik Osztálybéli.”
Fényes Elek 1851-ben kiadott geográfiai szótárában így ír a faluról: „Dara-Sztarina, Zemplén v. két egymással összefüggő orosz falu, Szinna fil. 21 római, 910 g. kath., 15 zsidó lak. Gör. kath. templom; hegyes erdős határ, 1431 hold szántóföld. F. u. Révész. Ut. p. Nagy-Mihály.”
Borovszky Samu monográfiasorozatának Zemplén vármegyét tárgyaló része szerint: „Dara, ruthén kisközség 30 házzal és 164 gör. kath. vallású lakossal. Hajdan Sztarinával (most Czirókafalu) egy község volt és birtokviszonyai is ugyanazok. A mult század közepén Dudrovics Czeczilia volt a birtokosa. Gör. kath. templomának építési ideje ismeretlen. Említésre méltó Krakói tér nevű dűlője. Postája Czirókaófalu, távírója Szinna és vasúti állomása Nagyberezna.”
1920 előtt Zemplén vármegye Szinnai járásához, 1939-től 1945-ig ismét Magyarországhoz, a Kárpátaljai kormányzóság Ungi közigazgatási kirendeltségéhez tartozott.
1980-ban a Sztarinai-víztározó megépítése során 6 másik faluval (Cirókaófalu, Nagypolány, Oroszruszka, Szedreske, Újszomolnok, Zellő) együtt bontották le a vízbázis védelmére hivatkozva. A falunak csak a temetője maradhatott meg. Területét Takcsány külterületéhez csatolták.